# Контрада Фјори Суд
Контрада Фјори Суд је насеље у Италији у округу Агриђенто, региону Сицилија.
Према процени из 2011. у насељу је живело 93 становника. Насеље се налази на надморској висини од 8 м.